# Dušan Uhrin
Dušan Uhrin (Nová Ves nad Žitavou, 5 febbraio 1943) è un allenatore di calcio ed ex calciatore cecoslovacco e dal 1993 slovacco.
Durante la sua carriera da calciatore ha giocato con Admira Praga, Slavia Karlovy Vary e Aritma Praga.
Durante la sua carriera da allenatore, molto più fortunata rispetto a quella da calciatore, ha allenato tra le altre squadre lo Sparta Praga, l'AEL Limassol, la Nazionale ceca, la Nazionale kuwaitiana, l'APOEL e lo Slovan Bratislava.
Il suo maggior risultato è sicuramente il secondo posto ottenuto agli europei del 1996 quando guidò la Nazionale ceca.

## Biografia
È il padre di Dušan Uhrin jr, anch'esso allenatore di calcio che a differenza del padre è ceco.
Nonostante sia nato nel distretto di Nitra, odierna Slovacchia, ha vissuto sin dall'età di 16 anni a Praga, capitale della Cecoslovacchia ed oggi della Repubblica Ceca.

## Carriera

### Calciatore

#### Club
Esordisce da giovane nell'Admira Praga, squadra della capitale cecoslovacca in cui rimane fino al 1964, quando passa allo Slavia Karlovy Vary. Rimane una stagione nella nuova squadra prima di passare all'Aritma Praga. Si ritira dal calcio giocato nel 1969 a 26 anni.

### Allenatore

#### 1976-1982: Sparta Praga, l'avventura in Algeria e il ritorno in patria
Comincia ad allenare nel 1976 quando è chiamato a dirigere lo Sparta Praga. Nel 1977 viene chiamato ad allenare il club algerino CM Belcourt: l'avventura in Africa è positiva per l'allenatore cecoslovacco che conclude il suo incarico con la vittoria della Coppa d'Algeria nel 1978, vinta 2-0 ai rigori dopo lo 0-0 regolamentare. Rimane svincolato fino al 1980 quando decide di accettare l'incarico offertogli dallo Spartak Hradec Králové ma la squadra conclude il campionato al penultimo posto non riuscendo ad evitare la retrocessione. Uhrin viene richiamato dai praghensi dello Sparta nella stagione 1981-82 e la squadra giunge al sesto posto.

#### 1983-1990: Cheb, AEL Limassol e il ritorno al Cheb
Nel 1983 allena il RH Cheb, squadra ceca. Tra il 1983 e il 1987 riesce a portare la squadra a cinque piazzamenti discreti raggiungendo nella stagione 1986-1987 il sesto posto. Si trasferisce a Cipro per allenare l'AEL Limassol: nel piccolo Stato mediterraneo allena per una sola stagione ma riesce a riportare la vittoria nella Coppa di Cipro ai danni dei rivali dell'Aris Limassol con il punteggio di 3-2. Ritorna al RH Cheb nella stagione successiva portando la squadra ad una salvezza sicura.

#### 1991-1997: Sparta Praga e Nazionale ceca
Nel 1991 ritorna ad allenare lo Sparta Praga. Uhrin trascina i granata al successo della coppa nazionale vinta per 2-1 sul Tatran Prešov. Nella stagione 1992-93 lo Sparta vince il campionato. Questi successi lo portano nel 1994 a guidare la neonata Nazionale ceca. Uhrin manca la qualificazione ad USA 94 ma ottiene la qualificazione agli europei 1996 giocati in Inghilterra.
Alla rassegna continentale ottenne il secondo posto, perdendo contro la Germania in finale per 2-1, e dopo aver eliminato precedentemente Italia, Portogallo e Francia.
Dopo aver mancato la qualificazione al Mondiale del 1998 Uhrin lasciò la panchina della nazionale nel dicembre 1997.
Figura discretamente anche nella FIFA Confederations Cup 1997: la Repubblica Ceca viene inserita in un girone con Uruguay, EAU e Sudafrica. Nel girone si fanno notare soprattutto i centrocampisti Pavel Nedvěd e Vladimír Šmicer e l'attaccante Horst Siegl che riescono, grazie ai loro gol, a far passare la Cechia al turno successivo.
In semifinale il Brasile sconfigge i cechi per 2-0. La finale per il terzo posto tra la Repubblica Ceca e l'Uruguay è decisa da Edvard Lasota. Šmicer si piazzerà secondo nella classifica marcatori del torneo.
In questo periodo ottiene per due volte il titolo di allenatore cecoslovacco dell'anno (1991 e 1992) e per tre volte il titolo di allenatore ceco dell'anno (1993, 1995 e 1996).

#### 1997-2001: L'esperienza in Asia
Nel 1998 viene chiamato dall'Al-Nassr dove conquista successi molto importanti: la Coppa Principe Faisal Bin Fahad vinta 2-1 contro l'Al-Ittihad e la Coppa delle Coppe dell'AFC che viene ottenuta sconfiggendo solo due avversarie e vincendo gli altri incontri a tavolino prima di arrivare alla finale dove Hristo Stoičkov, allora in forza alla squadra saudita, realizza al nono minuto la rete che decide l'incontro per 1-0 a Riad contro il Suwon Samsung Bluewings. Entrambe le competizioni furono vinte nel 1998. Dopo l'esperienza all'Al-Nassr passa al Maccabi Haifa dove non riesce a conquistare alcun titolo.
Nel 1999 accetta la chiamata per allenare la Nazionale kuwaitiana. Porta il Kuwait alla Coppa d'Asia 2000 in Libano: la squadra supera la fase a gironi concludendo al secondo posto dietro alla Cina. Il Kuwait passa grazie a due pareggi a reti bianche e ad una vittoria per 1-0 contro la Corea del Sud.
Ai quarti di finale il Kuwait affronta l'Arabia Saudita: il Kuwait passa sotto di una rete ma recupera e sorpassa gli avversari sul 2-1. L'Arabia Saudita trova il pareggio e beffa la squadra guidata da Uhrin nei tempi supplementari.
Il Kuwait sotto la guida di Uhrin raggiunge un record difficilmente battibile: il 14 febbraio 2000 a Kuwait City affronta e batte il Bhutan per 20-0.

#### 2001-2009: Teplice, AIK, APOEL, Dinamo Tbilisi e Slovan Bratislava
Nel 2001 è chiamato alla guida del Teplice: a causa di una disastrosa partenza in campionato, sette sconfitte nelle prime tredici giornate, è sollevato dall'incarico nel novembre dello stesso anno.
Nel 2002 guida gli svedesi dell'AIK fino a novembre quando lascia l'incarico.
Nel 2003 approda al servizio dell'APOEL ma già a novembre abbandona la panchina cipriota.
Fino al 2006 rimane senza incarico, fino a quando viene chiamato dai georgiani della Dinamo Tbilisi: vincerà il titolo 2007-2008 del campionato nazionale. Era dal 1999 che Uhrin non vinceva un titolo a livello di club.
Nel 2009 arriva alla corte dello Slovan Bratislava, squadra slovacca. Dopo alcuni mesi lascia l'incarico.

## Statistiche d'allenatore

### Club
In grassetto le competizioni vinte.
| Stagione              | Squadra                    | Campionato            | Campionato | Campionato | Campionato | Campionato | Coppe nazionali | Coppe nazionali | Coppe nazionali | Coppe nazionali | Coppe nazionali | Coppe continentali | Coppe continentali | Coppe continentali | Coppe continentali | Coppe continentali | Altre coppe | Altre coppe | Altre coppe | Altre coppe | Altre coppe | Totale | Totale | Totale | Totale | Vittorie % | Piazzamento        |
| Stagione              | Squadra                    | Comp                  | G          | V          | N          | P          | Comp            | G               | V               | N               | P               | Comp               | G                  | V                  | N                  | P                  | Comp        | G           | V           | N           | P           | G      | V      | N      | P      | %          | Piazzamento        |
| --------------------- | -------------------------- | --------------------- | ---------- | ---------- | ---------- | ---------- | --------------- | --------------- | --------------- | --------------- | --------------- | ------------------ | ------------------ | ------------------ | ------------------ | ------------------ | ----------- | ----------- | ----------- | ----------- | ----------- | ------ | ------ | ------ | ------ | ---------- | ------------------ |
| lug.-dic. 1976        | Sparta ČKD Praga           | IL                    | 15         | ?          | ?          | ?          | -               | -               | -               | -               | -               | CdC+Mit.           | 2+3                | 0+1                | 1+0                | 1+2                | -           | -           | -           | -           | -           | 20     | 0      | 0      | 0      | &0,00      | Esonerato          |
| 1977-1978             | CM Belcourt                | CN                    | 26         | 8          | 9          | 9          | CA              | 5               | 2               | 3               | 0               | -                  | -                  | -                  | -                  | -                  | -           | -           | -           | -           | -           | 31     | 10     | 12     | 9      | 32,26      | 9º                 |
| 1978-1979             | Kolín                      | CNL                   | 30         | 13         | 5          | 12         | -               | -               | -               | -               | -               | -                  | -                  | -                  | -                  | -                  | -           | -           | -           | -           | -           | 30     | 13     | 5      | 12     | 43,33      | 5º                 |
| 1980-1981             | Spartak ZVÚ Hradec Králové | IL                    | 15         | ?          | ?          | ?          | -               | -               | -               | -               | -               | -                  | -                  | -                  | -                  | -                  | -           | -           | -           | -           | -           | 15     | 0      | 0      | 0      | &0,00      | 15º, Retrocessione |
| 1981-1982             | Sparta ČKD Praga           | IL                    | 30         | 11         | 9          | 10         | -               | -               | -               | -               | -               | CU                 | 2                  | 1                  | 0                  | 1                  | -           | -           | -           | -           | -           | 32     | 12     | 9      | 11     | 37,50      | 6º                 |
| 1983-1984             | RH Cheb                    | IL                    | 20         | ?          | ?          | ?          | -               | -               | -               | -               | -               | -                  | -                  | -                  | -                  | -                  | -           | -           | -           | -           | -           | 20     | 0      | 0      | 0      | &0,00      | 11º                |
| 1984-1985             | RH Cheb                    | IL                    | 30         | 12         | 6          | 12         | -               | -               | -               | -               | -               | -                  | -                  | -                  | -                  | -                  | -           | -           | -           | -           | -           | 30     | 12     | 6      | 12     | 40,00      | 8º                 |
| 1985-1986             | RH Cheb                    | IL                    | 30         | 14         | 3          | 13         | -               | -               | -               | -               | -               | -                  | -                  | -                  | -                  | -                  | -           | -           | -           | -           | -           | 30     | 14     | 3      | 13     | 46,67      | 7º                 |
| 1986-1987             | RH Cheb                    | IL                    | 30         | 13         | 6          | 11         | -               | -               | -               | -               | -               | -                  | -                  | -                  | -                  | -                  | -           | -           | -           | -           | -           | 30     | 13     | 6      | 11     | 43,33      | 6º                 |
| 1987-1988             | Bohemians ČKD Praga        | IL                    | 30         | 13         | 3          | 14         | -               | -               | -               | -               | -               | CU                 | 2                  | 1                  | 0                  | 1                  | -           | -           | -           | -           | -           | 32     | 14     | 3      | 15     | 43,75      | 12º                |
| 1988-1989             | AEL Limassol               | AK                    | 28         | 10         | 10         | 8          | KK              | 9               | 6               | 3               | 0               | -                  | -                  | -                  | -                  | -                  | -           | -           | -           | -           | -           | 37     | 16     | 13     | 8      | 43,24      | 5º                 |
| 1989-1990             | RH Cheb                    | IL                    | 30         | 11         | 5          | 14         | -               | -               | -               | -               | -               | -                  | -                  | -                  | -                  | -                  | -           | -           | -           | -           | -           | 30     | 11     | 5      | 14     | 36,67      | 11º                |
| Totale RH Cheb        | Totale RH Cheb             | Totale RH Cheb        | 140        | 50+        | 20+        | 50+        |                 | ?               | ?               | ?               | ?               |                    | -                  | -                  | -                  | -                  |             | -           | -           | -           | -           | 140    | 50     | 20     | 50     | 35,71      |                    |
| 1990-1991             | Sparta Praga               | IL                    | 15         | ?          | ?          | ?          | -               | -               | -               | -               | -               | -                  | -                  | -                  | -                  | -                  | -           | -           | -           | -           | -           | 15     | 0      | 0      | 0      | &0,00      | 1º                 |
| 1991-1992             | Sparta Praga               | IL                    | 30         | 22         | 4          | 4          | CS              | 2+              | 2+              | 0+              | 0               | CC                 | 10                 | 4                  | 2                  | 4                  | -           | -           | -           | -           | -           | 42     | 28     | 6      | 8      | 66,67      | 2º                 |
| 1992-1993             | Sparta Praga               | IL                    | 30         | 23         | 2          | 5          | CS              | 2+              | 1+              | 0+              | 1               | CdC                | 6                  | 4                  | 1                  | 1                  | -           | -           | -           | -           | -           | 38     | 28     | 3      | 7      | 73,68      | 1º                 |
| Totale Sparta Praga   | Totale Sparta Praga        | Totale Sparta Praga   | 120        | 56+        | 15+        | 19+        |                 | 4+              | 3+              | 0+              | 1+              |                    | 23                 | 10                 | 4                  | 9                  |             | -           | -           | -           | -           | 147    | 69     | 19     | 29     | 46,94      |                    |
| 1997-1998             | Al-Nassr                   | SPL                   | 22         | 9          | 4          | 9          | CCPS+Fed Cup    | 2+1             | 1+1             | 0+0             | 1+0             | CdCAFC             | 4                  | 3                  | 1                  | 0                  | -           | -           | -           | -           | -           | 29     | 14     | 5      | 10     | 48,28      | 5º                 |
| 1998-1999             | Maccabi Haifa              | LL                    | 30         | 19         | 3          | 8          | CI              | 3               | 2               | 0               | 1               | CdC                | 8                  | 4                  | 1                  | 3                  | -           | -           | -           | -           | -           | 41     | 25     | 4      | 12     | 60,98      | 3º                 |
| lug.-nov. 2001        | Teplice                    | 1L                    | 13         | 3          | 3          | 7          | CRC             | 2               | 2               | 0               | 0               | -                  | -                  | -                  | -                  | -                  | -           | -           | -           | -           | -           | 15     | 5      | 3      | 7      | 33,33      | Esonerato          |
| lug.-nov. 2002        | AIK                        | A                     | 19         | 8          | 7          | 4          | CS              | 4               | 3               | 0               | 1               | CU                 | 4                  | 2                  | 1                  | 1                  | -           | -           | -           | -           | -           | 27     | 13     | 8      | 6      | 48,15      | 5º                 |
| lug. 2003-gen. 2004   | APOEL                      | AK                    | 14         | 11         | 3          | 0          | KK              | 1               | 1               | 0               | 0               | CU                 | 4                  | 2                  | 0                  | 2                  | -           | -           | -           | -           | -           | 19     | 14     | 3      | 2      | 73,68      | Dimesso            |
| 2006-2007             | Dinamo Tbilisi             | UL                    | 26         | 20         | 2          | 4          | CG              | 8               | 4               | 1               | 3               | Int.               | 4                  | 2                  | 0                  | 2                  | -           | -           | -           | -           | -           | 38     | 26     | 3      | 9      | 68,42      | 2º                 |
| 2007-2008             | Dinamo Tbilisi             | UL                    | 26         | 23         | 1          | 2          | CG              | 10              | 5               | 3               | 2               | CU                 | 4                  | 1                  | 1                  | 2                  | -           | -           | -           | -           | -           | 40     | 29     | 5      | 6      | 72,50      | 1º                 |
| Totale Dinamo Tbilisi | Totale Dinamo Tbilisi      | Totale Dinamo Tbilisi | 52         | 43         | 3          | 6          |                 | 18              | 9               | 4               | 5               |                    | 8                  | 3                  | 1                  | 4                  |             | -           | -           | -           | -           | 78     | 55     | 8      | 15     | 70,51      |                    |
| lug.-ago. 2009        | Slovan Bratislava          | SL                    | 6          | 4          | 1          | 1          | -               | -               | -               | -               | -               | UCL+UEL            | 4+1                | 1+0                | 0+0                | 3+1                | -           | -           | -           | -           | -           | 11     | 5      | 1      | 5      | 45,45      | Dimesso            |
| Totale carriera       | Totale carriera            | Totale carriera       | 545        | 247+       | 86+        | 147+       |                 | 49+             | 30+             | 10+             | 9+              |                    | 58                 | 26                 | 8                  | 24                 |             | -           | -           | -           | -           | 650    | 303    | 104    | 180    | 46,62      |                    |

## Palmarès

### Allenatore

#### Club
- Coppa d'Algeria: 1

CM Belcourt: 1977-1978
- Coppa di Cipro: 1

AEL Limassol: 1988-1989
- Coppa di Cecoslovacchia: 1

Sparta Praga: 1990-1991
- Campionato cecoslovacco: 2

Sparta Praga: 1990-1991, 1992-1993
- Coppa Principe Faisal Bin Fahad: 1

Al-Nassr: 1998
- Coppa delle Coppe dell'AFC: 1

Al-Nassr: 1997-1998
- Campionato georgiano: 1

Dinamo Tbilisi: 2007-2008

#### Individuale
- Allenatore cecoslovacco dell'anno: 2

1991, 1992
- Allenatore ceco dell'anno: 3

1993, 1995, 1996